# География на Северна Корея
Северна Корея е държава в Източна Азия. Площта ѝ е 120 540 km² (98-о място в света), а населението към 1 януари 2021 е 25 900 000.

## Географско положение, граници, големина, брегова линия
Страната заема северната част на Корейския полуостров в Източна Азия. Общата дължина на сухоземните граници (в т.ч. и речни) на Северна Корея е 1577 km, като на северозапад и север граничи с Китай (дължина на границата – 1310 km), на североизток – с Русия (19 km), а на юг – с Южна Корея (248 km). Границите ѝ с Китай и Русия са речни (по реките Амнокан и Туманган, а с Южна Корея – предимно сухоземни. Източните брегове с Японско море са предимно планински, слабо разчленени, като най-удобните за корабоплаването заливи се намират в северната му част. Западният бряг с Жълто море е предимно равнинен, силно разчленен (големите заливи Западнокорейски и Канхваман), но тук корабоплаването е затруднено поради въздействието на силни приливно-отливни течения. Дълбочината на Жълто море е по-малка от 100 m, затова районът се характеризира с плитък континентален шелф. Тези сравнително недълбоки морета са важни за местния риболов, а там се търси и петрол.
Територията на Северна Корея се простира между 37°40′ и 43°00′ с.ш. и между 124°11′ и 130°42′и.д. Крайните точки на страната са:
- крайна северна точка – (43°00′31″ с. ш. 129°56′34″ и. д. / 43.008611° с. ш. 129.942778° и. д.), на десния бряг на река Туманган, на границата с Китай.
- крайна южна точка – (37°40′37″ с. ш. 125°20′35″ и. д. / 37.676944° с. ш. 125.343056° и. д.), нос Тинсангот, на брега на Жълто море.
- крайна западна точка – (39°48′56″ с. ш. 124°10′51″ и. д. / 39.815556° с. ш. 124.180833° и. д.), западен бряг на остров Синдо, на брега на Жълто море.
- крайна източна точка – (42°17′29″ с. ш. 130°41′50″ и. д. / 42.291389° с. ш. 130.697222° и. д.), десния бряг на устието на река Туманган, на брега на Японско море.

## Релеф
По-голямата част от релефа на Северна Корея е планински. На север се простират Северокорейските планини, състоящи се от редица хребети: Хамгьон (2541 m), Мачхольон (2433 m), Пуджольон (2150 m), Пуксубек (2522 m), Нанним (2262 m), Каннам (1823 m), Чогюрьон, Мьохан (2186 m), Пуктебон (1833 m) и др. и обширни плата – Кема (1523 m) и Чанбайшан с вулкана Пектусан (Байтоушан (2744 m) на границата с Китай. На югоизток в пределите на страната навлизат северните части на Източнокорейските планини – хребетите или части от тях: Тхебек (1638 m), Кванджу, Масиньон (1530 m) и Ахобирьон. Низините и равнините заемат около 1/4 от територията на страната и се намират предимно по крайбрежието на Жълто море.

## Геоложки строеж, полезни изкопаеми
Страната е разположена в източната част на Китайско-Корейската платформа, изградена основно от докамбрийски гранити, гнайси и метаморфни шисти. Седиментният чехъл на платформата е представен от протерозойски наслаги, разпространени главно между 38° и 40° с.ш. Той е засегнат от нагънати деформации, раздробен е и в редица места е пронизан от мезозойски интрузивни вулканични скали, с които са свързани многочислените рудни находища. В Северна Корея има над 100 находища на желязна руда, като най-големите от тях са в Мусанския железноруден басейн. Значителни са и находищата на полиметални руди, съставните компоненти на които са олово, цинк, мед и др. метали. Основните находища на оловно-цинкови руди се намират в Комдок, Хвапхьон, Мунчхон и др.; на медни руди – Капсан, сандон, Хучхан, Танчхон; на кобалтови руди – Хварьон. На много места в страната се добива злато и сребро. Северна Корея разполага с множество нерудни изкопаеми, в т.ч. графит и магнезит. Разработват се и находища на каменни въглища (северно и източно от Пхенян) и кафяви въглища (в североизточните райони).

## Климат
Северна Корея е разположена в умерения климатичен пояс, с четири обособени годишни сезона. Той е обусловен от географското разположение на страната в близост до Централна Азия и Тихия океан, като доминиращо е континенталното влияние. Климатът е влажен и се отнася към източноазиатския мусонен тип. 
Корейците смятат, че пролетта идва с първите лястовици и цъфтежа на вишните, което обикновено става през април. Постепенно, от март към май, нараства обемът на валежите, като дъждовете са меки, което е много благоприятно за селскостопанските работи. През пролетта розата на ветровете е разнообразна, като в началото ветрове духат от северозапад, а после – от юг. През март-април до страната могат да достигнат тропически циклони, зараждащи се в басейна на река Яндзъ, които носят със себе си много валежи. Пролетта като правило е кратка, продължителността ѝ е не повече от два месеца – април и май. Лятото е горещо и влажно (средната августовска температура в Пхенян е 29°C през деня и 20°C през нощта). Около 60% от годишните валежи са между юни и септември, свързани с летния морски мусон.
Есента е сравнително кратка – от октомври до ноември. През това време горещият и влажен летен мусон отстъпва място на студения и сух зимен мусон. През октомври над по-голямата част от страната се установява ясно и тихо време, нощите са студени, особено на север, където даже през деня по земята и дърветата се забелязва скреж, а през деня температурите са отново сравнително високи. Топлите есенни дни са много благоприятни и за корейските селяни, които тогава прибират есенната реколта и засяват зимните култури. Зимата е сравнително суха и студена поради въздействието на зимния континентален мусон (средната януарска температура в Пхенян е -3°C през деня, а през нощта -13°C). Крайните минимални температури достигат -30°C и дори -40°C, а в планините се натрупва дебела снежна покривка. Обикновено зимата продължава четири месеца.
Годишната сума на валежите е около 700 mm, която сума нараства от север на юг и от запад на изток. Средният месечен обем на валежите често превишава 100 mm, а най-влажният месец е юли, когато дневният обем на валежите може да достигне 200 mm, а понякога даже 300 mm. По време на летните дъждове коритата на много корейски реки и водоеми се препълват, което нерядко води до наводнения и стихийни бедствия, от друга страна, честите и обилни валежи са изключително благоприятни за отглеждането на ориз.

## Води
Северна Корея притежава гъста речна мрежа, но реките, особено вливащите с в Японско море, са къси, планински, с дъждовно или снежно-дъждовно подхронване, с ясно изразен летен максимум на оттока. Най-големите реки са: Амнокан (압록강, 813 km, по границата с Китай), Туманган (두만강, 549 km, по границата с Русия), Тедонган (439 km), Имджинган (274 km) и Чхончхонган (217 km). Водите на повечето от тях се използват за напояване и корабоплаване (в най-долните течения). На много от тях са построени язовири, а в основата на преградните им стени ВЕЦ-ове за добив на електроенергия.

## Почви, растителност
Почвите в страната са главно кафяви горски и планински горски. Развити са още планински подзолисти и сиви горски почви. В низините и по долините на реките са разпространени плодородни алувиални почви, отличаващи се с голямо богатство и разнообразие. Във флората на Северна Корея има представители на флората на Сибир, Североизточен и Източен Китай и Япония. По данни от 1993 година около 61% от територията на страната е покрита с гори, а обработваемите земи са около 14%. Долният планински пояс е зает от широколистни гори (дъб, ясен, кестен), нагоре са разпространени смесени гори с примеси от смърч, бор, корейски кедър, които в планините на север се сменят с иглолистни гори (предимно смърчови и елови).

## Животински свят
Фауната на Северна Корея не е много богата на видове, но като количество е многобройна. От големите бозайници се срещат усурийски тигър, леопард, черна хималайска и кафява усурийска мечка, рис, петнист елен, зубър, кабарга. Птиците са представени от фазани, черни зеленоглави патици, патици мандаринки и др. Реките и крайбрежните райони са богати на риба, от които 75 вида имат промишлено значение (минтай, скумрия, тон, селда и др.). Обект на промишлен риболов са също крабове, скариди, морски таралежи, молюски, трепанги.

## Природни райони
В зависимост от релефа, геоложкия строеж, климата, водите и растителността територията на Северна Корея се поделя на 5 природни района:
- Североизточно крайбрежие – тясна и разпокъсана крайбрежна равнина с редки, но добре защитени заливи и пристанища.
- Северокорейски планини – средновисоки планини, покрити с иглолистни, смесени и широколистни гори.
- Северозападно крайбрежие – преобладават ниските и гъсто заселени равнини.
- Западни равнини (северната част) – хълмисти, земеделски усвоени равнини, пресечени от ниски възвишения и силно разчленено крайбрежие.
- Източнокорейски планини (северната част) – покрити със смесени гори, храсти и пасища.[1]